# 방재기상정보
방재기상정보(일본어: 防災気象情報)는 일본 기상청이 발표하는 기상, 지진, 화산 등 정보의 총칭이다. 기상경보·주의보, 지진정보, 날씨예보등 다방면에 걸친다.

## 방재기상정보의 예
- 날씨예보
- 기상경보·주의보[3]
- 지진정보
- 홍수예보
- 태풍정보
- 분화경보
- 쓰나미경보・주의보
- 도카이 지진 관련 정보

## 같이 보기
- 특별경보
- 긴급지진속보